# 大果红花荷
大果红花荷（学名：Rhodoleia macrocarpa）为金缕梅科红花荷属下的一个种。